# 수호이 Su-25
수호이 Su-25(러시아어: Су-25, NATO 보고명: Frogfoot)는 소련의 수호이가 개발한 아음속 단좌 쌍발 제트기이다. 그것은 소련 지상군을 위한 근접 항공 지원을 제공하기 위해 설계되었다. 첫 시제기는 1975년 2월 22일 첫 비행을 했다. 시험 후, 1978년 조지아 소비에트 사회주의 공화국의 트빌리시에서 일련 생산에 들어갔다.
Su-25UB 2인승 훈련기, 표적 견인용 Su-25BM, 수출용 Su-25K가 초기 파생형이었다. 일부 항공기는 2012년에 Su-25SM 규격으로 개량되었다. Su-25T와 Su-25TM(일명 Su-39)은 상당한 수량이 생산되지 않은 추가 개발품이다. Su-25와 Su-34는 2007년에 생산된 유일한 장갑 고정익 항공기였다. Su-25는 러시아, 다른 CIS 회원국, 수출된 국가들이 운용하고 있다. Su-25는 러시아에서 2017년에 생산이 종료되었으며, 2010년에 조지아에서 생산이 종료되었다. 조지아에서는 부분적으로 완성된 기체 틀을 사용하여 생산을 재개하려는 시도가 계속되고 있다.
41년 전 취역한 이후 Su-25는 여러 분쟁에 참여했다. 소련-아프가니스탄 전쟁에서 아프가니스탄 무자헤딘에 대항하는 대분란전 임무를 수행했다. 이라크 공군은 이란-이라크 전쟁 당시 이 전투기를 사용했다. 이 전투기들은 이후 1991년 걸프 전쟁에서 대부분이 파괴되거나 이란으로 날아갔다. 조지아 공군은 1992년부터 1993년까지 압하지야 전쟁에서 Su-25를 사용했다. 마케도니아 공군은 2001년 마케도니아 공화국 분란에서 알바니아 저항세력에 대항하여 Su-25를 사용했으며, 2008년 러시아-조지아 전쟁에서는 조지아와 러시아 모두 Su-25를 사용했다. 코트디부아르, 차드, 수단 등 아프리카 국가들은 Su-25를 지역 반란과 내전에 사용했다. 최근, Su-25는 러시아군의 시리아 내전 개입, 2020년 나고르노카라바흐 전쟁, 2022년 러시아의 우크라이나 침공에서 사용되었다.

## 개량형

### Su-25TM (Su-39)
2세대 Su-25T인 Su-25TM (또한 Su-39라고도 한다)은 향상된 항법시스템, 공격시스템을 갖추어 생존성을 높였다. 여전히 Su-25T에 사용되었던 쉬크발 레이다를 탑재하고 있지만, Su-39는 동체 하부에 코표(Kopyo) 레이다를 장착할 수 있다. 코표는 러시아어로 창(Spear)이란 뜻이다. 코표 다목적 레이다를 장착하면 암람스키로 불리는 빔펠 R-77(175 km) 공대공 미사일, Kh-31(110 km), Kh-35(130 km) 대함 미사일을 발사할 수 있다.

### Su-25KM
SU-25KM (Kommercheskiy Modernizirovannyy)은 별명이 스콜피온이다. K는 상업용, M은 최신형의 약자이다. 이는 기존의 구형 Su-25의 업그레이드 프로그램으로, 2001년 초반에 발표되었다. 이스라엘의 엘빗 시스템사가 참여했다. 2001년 4월 18일에 조지아 공군 도장을 하여 초도비행을 했다.
기존의 표준 Su-25 기체를 그대로 사용한다. 최신형 항법시스템, 글래스 칵핏, 디지털 맵, 헬멧 마운티드 디스플레이, 컴퓨터화된 무장시스템, 매우 정밀한 항법시스템, 핀포인트 공격기능, 전천후 주야간, 나토 무기와 호환성, 최신 생존장비 등을 갖췄다. 마크 82, 마크 83 레이저 유도 폭탄, R-73 AA-11 아처(30 km) 공대공 미사일을 장착한다.

## 실전 기록
2014년 9월 16일, 시리아 락까에서 시리아 공군의 수호이 25가 IS의 장갑차에 탑재된 러시아제 ZU-23-2 기관포에 격추되었다.
2015년 9월 21일, 러시아 공군이 시리아 항구도시 라타키아 인근 흐메이밈 공군기지에 병력 2000명을 배치했다. 미국은 전투기 25대, 헬기 15대, 탱크 9대, 지대공 미사일 시스템 3개, 지상군 병력 최소 500명을 배치한 것으로 파악하고 있다.
2016년 1월 14일, 러시아 공군의 수호이 25 전투기 2대가 흐메이밈 공군기지를 이륙해, 시리아 공군의 미그-29 2대의 호위를 받으며, 최초로 지상 공습을 하였다.
2018년 2월 4일, 시리아 북서부 이들리브주(州)에서 시리아 반군이 러시아 공군의 수호이 25를 휴대용 대공미사일로 격추해 조종사 1명이 낙하산으로 탈출했으나, 교전으로 숨졌다. 자바트 알누스라라는 시리아 반군이 통제중인 지역이다. 2012년 10월 24일, 러시아 최고위 장성이 인테르팍스 통신에 시리아 반군이 스팅어 미사일을 비롯해 미국제 휴대용 견착식 대공 미사일을 보유하고 있다고 말했다.

## 같이 보기
연관 개발
- 수호이 Su-28